# الهجرة السفلى (كشر)

تعديل مصدري - تعديل

الهجرة السفلى هي إحدى قرى عزلة خميس القاضي بمديرية كشر التابعة لمحافظة حجة، بلغ تعداد سكانها 461 نسمة حسب تعداد اليمن لعام 2004.